# ديفيد فاين
ديفيد فاين هو صانع أفلام ورسام رسوم متحركة ومخرج كندي، ولد في 13 سبتمبر 1960 في تورونتو في كندا.

## وصلات خارجية
- ديفيد فاين على موقع IMDb (الإنجليزية)
- ديفيد فاين على موقع أول موفي (الإنجليزية)
- ديفيد فاين على موقع قاعدة بيانات الفيلم (الإنجليزية)
- ديفيد فاين على موقع كينوبويسك (الروسية)